# 六所神社 (松江市)
六所神社（ろくしょじんじゃ）は、島根県松江市大草町にある神社である。意宇六社の一つ。出雲国総社であり、旧社格は県社。出雲国府の跡地に鎮座している。

## 祭神
- 伊弊諾尊（いざなぎのみこと）
- 伊弉冉尊（いざなみのみこと）
- 天照大神（あまてらすおおみかみ）
- 月夜見尊（つきよみのみこと）
- 素盞鳴尊（すさのおのみこと）
- 大己貴尊（おおなむちのみこと）[1]

## 国府との関係
境内の北側に1968年に発掘された出雲国府の遺跡があり、境内の東側の隣接地に国庁の正殿の遺構の一部がある。鎮座地が国庁と重なることから、別の場所にあったものが移転したと考えられる。

## 式内社論社
八重垣神社とともに『延喜式神名帳』出雲国意宇郡に記載された「佐久佐神社」の論社とされる。明治5年に八重垣神社が式内社佐久佐神社として認定され、当社は6柱の神を祀る六所神社として結論付けられたがその後も論争が続いている。

## 文化財

### 重要文化財
- 出雲岡田山古墳出土品 1985年指定 島根県立八雲立つ風土記の丘保管[5][6]
  - 一、銀錯銘銀装円頭大刀 額田部臣在銘 1口
  - 一、金銀装環頭大刀 1口
  - 一、金銀装円頭大刀 1口
  - 一、内行花文鏡 1面
  - 一、金環 2箇
  - 一、金銅空玉（うつろだま） 残欠共 16箇
  - 一、馬具類
    - 金銅鞍金具残欠 1背分
    - 金銅雲珠（うず） 16箇
    - 金銅鏡板 1具
    - 銅鈴 残欠共 7箇
    - 鉄環 2箇

  - 一、刀子等残欠 3箇
  - 一、須恵器 2箇

### 県指定文化財
- 紙本著色勅使代参向図（昭和47年指定）